# C7H7BrO
化学式C7H7BrO（摩尔质量：187.03 g/mol）可能指：
- 溴苯甲醇
  - 2-溴苯甲醇，CAS号：18982-54-2 
  - 3-溴苯甲醇，CAS号：15852-73-0 
  - 4-溴苯甲醇，CAS号：873-75-6
- 溴苯甲醚
  - 2-溴苯甲醚，CAS号：578-57-4 
  - 3-溴苯甲醚，CAS号：2398-37-0 
  - 4-溴苯甲醚，CAS号：104-92-7

|  | 这个同类索引页列出了具有相同分子式的化学物（即同分異構體）条目。 除非您是有意链接至本页，否则应将相应条目的内部链接指向正确的条目。 |